# Cosmopolis XXI
Cosmopolis XXI foi um conceito russo de veículo de lançamento anunciado no final dos anos 2000 como um veículo espacial para turismo, semelhante ao do programa Tier One da Mojave Aerospace. Projetado e construído pela Myasishchev, iria usar a aeronave de lançamento M-55X (derivado do Myasishchev M-55), e a nave espacial proposta C-21 ou seu sucessor, o Explorer. Seria uma plataforma de lançamento TSTSO (Two-Stage para SubOrbit).
O avião espacial Explorer é um avião espacial suborbital para turismo espacial baseado no projeto C-21. A aeronave está sendo desenvolvida em conjunto pela Space Adventures com a Agência Espacial Federal Russa e é projetado para transportar três passageiros. É uma aeronave lançada a partir do ar em um avião portador da Space Adventures a partir de uma espaçoporto. O espaçoporto para o Explorer está sendo desenvolvido pela Prodea (empresa de Anousheh e Amir Ansari, que financiou o Ansari X Prize) nos Emirados Árabes Unidos, o espaçoporto Ras Al Khaimah.